# Charles Wels

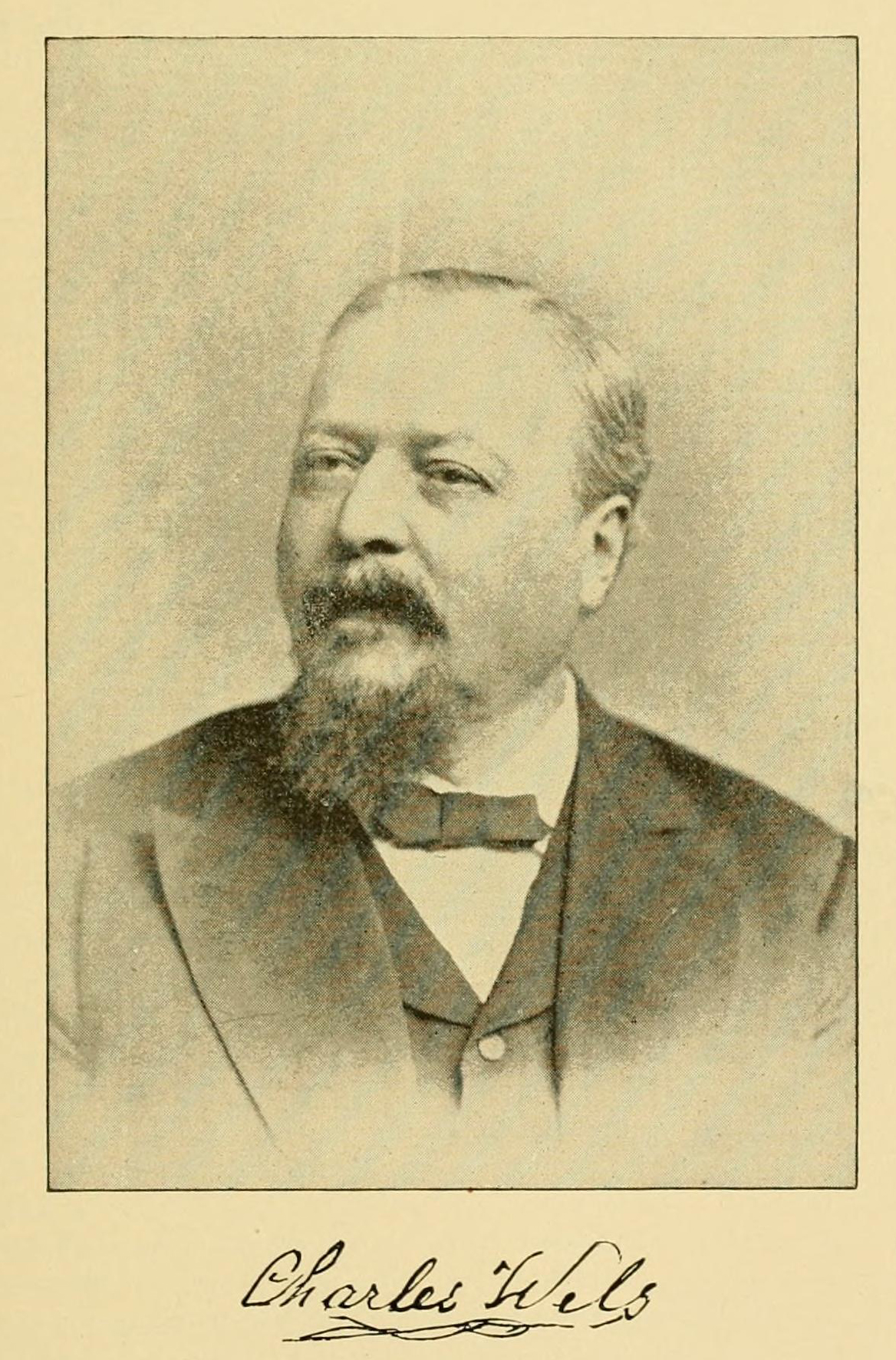

Charles Wels (* 24. August 1825 in Prag; † 9. Mai 1906 in Bronx, New York) war ein US-amerikanischer Komponist.
Wels studierte bei Václav Jan Křtitel Tomášek in Prag und lebte seit 1849 als Pianist, Organist und Lehrer in New York.
Er komponierte eine Orchestersuite, ein Ouvertüre, ein Klavierkonzert, fünf Messen, mehrstimmige Lieder und zahlreiche offenbar für den Unterricht bestimmte leichte Klavierstücke.